# Monte Provender
Il Monte Provender (in lingua inglese: provvista) è una montagna rocciosa alta 900 m, che rappresenta l'estremità nordoccidentale della Catena di Shackleton, nella Terra di Coats in Antartide. 
Fu mappato per la prima volta da parte della Commonwealth Trans-Antarctic Expedition (CTAE) nel 1957. È stato così denominato perché i membri della CTAE  nel 1957 stabilirono un deposito di vettovaglie, carburante e un campo di volo sul fianco sud della montagna a supporto dei gruppi che si spostavano con slitte e che lavoravano nella Catena di Shackleton.